# Телевизионная программа

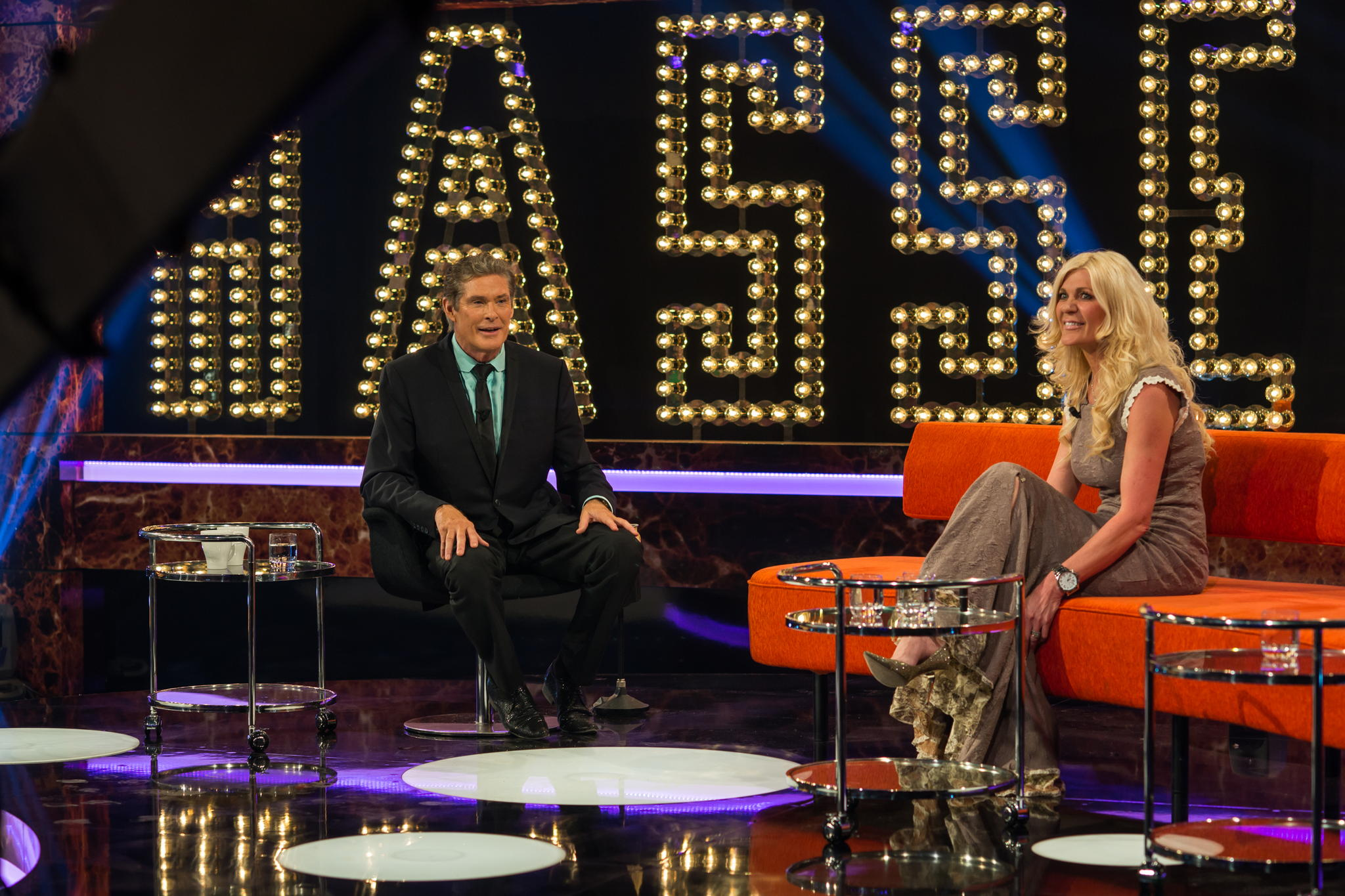
Телешоу в Швеции

Телепрогра́мма (телевизио́нная програ́мма) или телепереда́ча — законченное в тематическом отношении зрительно-звуковое сообщение, передаваемое при помощи средств электросвязи широким слоям населения.
Также телепрогра́мма (телевизионная программа) — список (перечень) телепередач и прочего (фильмы, музыка) на ближайшее время (обычно — неделя), публикуемый в различных СМИ для информирования телезрителя.

## Характеристика
Подготовку телепередач осуществляют либо телевещательные организации (например, ВГТРК, «Первый канал», «Телекомпания „НТВ“», «ТВ Центр» и прочие), либо телепроизводящие организации (такие как «Телекомпания „ВИD“», «Красный квадрат», «Телекомпания „Останкино“») по заказу телевещательных организаций, особое место занимает производство художественных фильмов, осуществляемое преимущественно киностудиями, реже либо телевещательными организациями, либо дочерними предприятиями телеорганизаций (такие как существовавшее в 1967—1990 гг. творческое объединение «Экран», ООО «РЕН-Фильм» и прочие) и телепроизводящими организациями (например, «Пиманов и партнёры»), выпуск телепередач осуществляют телевещательные организации. Подготовка и выпуск телепередач осуществляет в программных телецентрах или радиотелецентрах, а также в других местах посредством передвижных телестанций и репортажных телеустановок.

## Виды
- Информационные телепередачи — телепередачи, являющиеся средствами массовой информации.
  - Телегазеты[4] или бюллетени теленовостей («Время», «Вести», «Сегодня», «События» в России, «Тагестемен», «Хойте-Журналь» в Германии, «ЦИБ 2» в Австрии, «10 фор 10» в Швейцарии, «Журналь» во Франции, «Теледжиорнале 1» в Италии) содержат более длинные репортажи, чем обычные выпуски новостей, и более короткие, чем тележурналы, также могут содержать интервью и комментарии.
  - Новости (новости АО «Первый канал», утренние и дневные выпуски программы «События», «Тагесшау», «Хойте» в Германии, «ЦИБ» в Австрии, «Тагессшау» в Швейцарии) содержат информационные сообщения и короткие репортажи. Телеорганизации многих стран (Франция, Великобритания, Италия) вместо коротких выпусков новостей подготавливают второй («дневной») выпуск телегазеты, часть телеорганизаций России (АО «Телекомпания „НТВ“», ФГУП «ВГТРК», ООО «Акцепт» и «Известия») вместо коротких выпусков новостей подготавливают несколько выпусков телегазеты.
  - Тележурналы осуществляют более подробное освещение отдельных сфер жизни, содержат более длинные репортажи, чем бюллетени теленовостей, например, общественно-политические тележурналы (такие как «Международная панорама» в России, «Вельтшпигель», «Аусландсжурналь» в Германии, «Вельтжурналь» в Австрии), тележурналы о науке («Очевидное-невероятное», «Здоровье» в России, «В ви Виссен» в Германии), тележурналы о спорте («Спортивный дневник» в России, «Шпортшау» и «Шпортстудио Репортаж» в Германии, «Шпорт ам Зонтаг» в Австрии), тележурналы об искусстве («Кинопанорама», «Музыкальный киоск» в России, «ТТТ — темен, титель, темпераменте» и «Аспекте» в Германии). Телеорганизации России постсоветского периода вместо тележурналов подготавливают еженедельные телегазеты («Воскресное время», «Вести недели», «Итоги недели», «Постскриптум»).
- Публицистические телепередачи — телепередачи, являющиеся публицистическими произведениями.
  - Документальные телефильмы.
  - Прямые телерепортажи (например, трансляции спортивных состязаний).
  - Телерубрики, также, как и документальные телефильмы и прямые репортажи, освещают события, темы или отдельные проблемы, имеющие важное общественное значение, которые не могут быть полностью раскрыты в 5 — 10-минутной «странице» тележурнала; могут транслироваться либо в форме студийной телебеседы, либо цикла документальных или научно-популярных телефильмов (например, «Клуб кинопутешествий», «В мире животных»).
- Художественно-публицистические — публицистические телепередачи, включающие в себя художественные произведения (например, «Серебряный шар», «В поисках утраченного», «Чтобы помнили»).
- Художественные телепередачи — телепередачи, являющиеся художественными произведениями.
  - Телевизионные показы театральных спектаклей.
  - Телеспектакли.
  - Телевизионные показы художественных кинофильмов.
  - Художественные телефильмы.
  - Телевизионные показы мультипликационных кинофильмов[5].
  - Мультипликационные телефильмы[6][7][8][9][10].
  - Телевизионные показы филармонических и эстрадных концертов.
  - Телеконцерты[11].
- Развлекательные.
  - Телесериалы.
    - Мультсериалы.

  - Телешоу импровизаций — импровизация актёров на ту или иную заданную тему («Слава Богу, ты пришёл!», «Южное Бутово», «Ни бе ни ме нехило», «Импровизация»).
  - Реалити-шоу («Дом-2»).
- Телеигры.